# Luis Otaño Arcelus
Luis Otaño Arcelus (Errenteria, 25 de gener de 1934) és un ciclista basc, ja retirat, que fou professional entre 1957 i 1968.

## Biografia
Otaño va néixer a la vila d'Errenteria, Guipúscoa, el 1934. Durant els primers anys de la seva carrera va combinar la bicicleta de carretera amb el ciclo-cross, prenent part en el mundial d'aquesta especialitat.
Va debutar com a professional el 1957. Va destacar en les seves participacions en la Volta a Espanya, en què participà en vuit edicions i guanyà tres etapes. La seva millor participació en aquesta cursa fou en l'edició de 1964, quan acabà segon de la classificació general a tan sols 33" del vencedor final, el francès Raymond Poulidor. En aquesta mateixa edició va portar el mallot groc durant cinc etapes.
També va participar en deu edicions del Tour de França, acabant-ne vuit. La seva millor posició va ser una 23a posició el 1962. El 1966 va guanyar una etapa. En el seu palmarès també hi ha dos campionats d'Espanya, el 1962 i 1966.

## Palmarès
- 1957
  - 1r a la Prova de Legazpi
- 1958
  - 1r al Premi d'Ondarroa
- 1960
  - Vencedor d'una etapa de la Dauphiné Libéré
  - Vencedor d'una etapa dels Tres dies d'Anvers
- 1961
  - Vencedor d'una etapa de la Volta a Espanya
  - Vencedor d'una etapa del Circuit d'Aquitània
- 1962
  -  Campió d'Espanya
- 1963
  - Campió d'Espanya de regions de CR
  - Vencedor d'una etapa de la Midi Libre
  - Vencedor d'una etapa de la Volta a Catalunya
  - Vencedor d'una etapa del Tour del Sud-est
- 1964
  - 1r al Gran Premi Pascuas
  - Vencedor d'una etapa de la Volta a Espanya
- 1965
  - Vencedor d'una etapa de la Bicicleta Eibarresa
  - Vencedor d'una etapa de la Dauphiné Libéré
- 1966
  -  Campió d'Espanya
  - Vencedor d'una etapa del Tour de França
  - Vencedor d'una etapa de la Volta a Espanya
  - Vencedor d'una etapa de la Volta a Llevant
  - Vencedor d'una etapa de la Volta a Àvila
  - 1r al Premi de Vailly-sur-Sauldre
  - 1r al Premi d'Urretxu
  - 1r al Premi de Vitoria

### Resultats al Tour de França
- 1958. 56è de la classificació general
- 1959. Abandona (13a etapa)
- 1960. 42è de la classificació general
- 1961. 38è de la classificació general
- 1962. 23è de la classificació general
- 1963. 38è de la classificació general
- 1964. 44è de la classificació general
- 1965. 30è de la classificació general
- 1966. 26è de la classificació general. Vencedor d'una etapa
- 1967. Abandona (17a etapa)

### Resultats a la Volta a Espanya
- 1958. 5è de la classificació general
- 1959. 8è de la classificació general
- 1961. 21è de la classificació general. Vencedor d'una etapa
- 1964. 2è de la classificació general. Vencedor d'una etapa
- 1965. 14è de la classificació general
- 1966. 4t de la classificació general. Vencedor d'una etapa
- 1967. 4t de la classificació general
- 1968. 11è de la classificació general